# 奥拉蒂诺
奥拉蒂诺（義大利語：Oratino），是意大利坎波巴索省的一个市镇。总面积17平方公里，人口1453人，人口密度85.5人/平方公里（2009年）。ISTAT代码为070049。